# Vilagrassa
Vilagrassa és una vila i municipi de la comarca de l'Urgell.

## Geografia
- Llista de topònims de Vilagrassa (Orografia: muntanyes, serres, collades, indrets..; hidrografia: rius, fonts...; edificis: cases, masies, esglésies, etc).

## Llocs d'interès

### Església de Santa Maria
Construïda entre els segles xiii i xiv, consta d'un altar major i set de laterals, una rectoria i un cor.

### Sitges de la plaça del Sitjar
Es tracta de cinc sitges en bon estat de conservació. Les seves estructures, de diferents mides i secció troncocònica van ser excavades entre el 2 i el 9 de maig de 2014 amb ocasió dels treballs de reforma i millora de la plaça.

## Demografia
| 1497 f | 1515 f | 1553 f | 1717 | 1787 | 1857 | 1877 | 1887 | 1900 | 1910 |
| ------ | ------ | ------ | ---- | ---- | ---- | ---- | ---- | ---- | ---- |
| 23     | 25     | 29     | 196  | 620  | 757  | 675  | 620  | 616  | 639  |

| 1920 | 1930 | 1940 | 1950 | 1960 | 1970 | 1981 | 1990 | 1992 | 1994 |
| ---- | ---- | ---- | ---- | ---- | ---- | ---- | ---- | ---- | ---- |
| 610  | 614  | 582  | 544  | 532  | 501  | 460  | 422  | 417  | 417  |

| 1996 | 1998 | 2000 | 2002 | 2004 | 2006 | 2008 | 2010 | 2012 | 2014 |
| ---- | ---- | ---- | ---- | ---- | ---- | ---- | ---- | ---- | ---- |
| 425  | 431  | 453  | 424  | 449  | 467  | 449  | 458  | 497  | 514  |

| 2016 | 2018 | 2020 | 2022 | 2024 | 2026 | 2028 | 2030 | 2032 | 2034 |
| ---- | ---- | ---- | ---- | ---- | ---- | ---- | ---- | ---- | ---- |
| -    | 510  | 560  | 605  | 633  | -    | -    | -    | -    | -    |

## Fires, festes i mercats
El tercer cap de setmana de setembre se celebra la fira de l'ametlla. S'hi exposen totes les varietats, parades de gastronomia, sent l’ametlla la principal protagonista. Els capgrossos amenitzen la fira de la pujada d’un sac ple d’ametlles al campanar. Dona la nota un ametller fet de forja, en que cada any les autoritats hi pengen una ametlla de plata amb els noms del nens i nenes que han nascut durant l’any. Al pagès més vell del poble se l'obsequia amb un carro en miniatura.